# Steinbruch Schneiker
Der Steinbruch Schneiker ist ein Naturschutzgebiet mit einer Größe von 2,148 ha (und damit das zweitkleinste Naturschutzgebiet im Kreis Gütersloh) in Halle (Westf.). Namensgebend für das mit der Nummer GT-043 geführte Gebiet ist der ehemalige Besitzer des Steinbruchs. Es enthält aufgrund der Steinbrechung einen überregional bedeutsamen geologischen Aufschluss. Das Gebiet ist eingezäunt und nicht öffentlich zugänglich.

## Flora und Fauna
Aufgrund der künstlich geschaffenen Tallage beheimatet das Naturschutzgebiet viele wärmeliebende Pflanzen- und Tierarten, unter Letzteren mehrere im Bestand bedrohte Schwanzlurcharten.